# Дойбино
Дойбино — деревня в Лихославльском районе Тверской области.

## География
Находится в центральной части Тверской области на расстоянии приблизительно 20 км на восток-северо-восток по прямой от районного центра города Лихославль.

## История
Деревня была отмечена как Дойбина ещё на карте Менде, состояние местности на которой соответствует 1848 году. В 1859 году здесь (деревня Долбино Бежецкого уезда) было учтено 18 дворов. До 2017 деревня входила в Первитинское сельское поселение Лихославльского района, а с 2017 до 2021 год в Кавское сельское поселение до его упразднения.

## Население
Численность населения: 151 человек (1859 год), 18 (русские 100 %) в 2002 году, 18 в 2010.